# Ahmed Taleb Ibrahimi

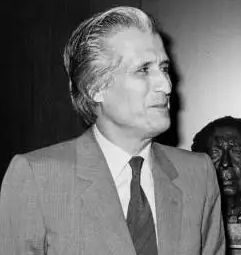
Ahmed Taleb Ibrahimi (1985)

Ahmed Taleb Ibrahimi (arabisch أحمد طالب الإبراهيمي, DMG Aḥmad Ṭālib al-Ibrāhīmī; * 5. Januar 1932) ist ein algerischer Politiker und Intellektueller. Er ist der Sohn von Mohamed Bachir El Ibrahimi, einem der Mitbegründer der Vereinigung der algerischen muslimischen Rechtsgelehrten (deutsch für Association des oulémas musulmans algériens), einer religiösen und politischen Organisation einer Vereinigung muslimischer Rechtsgelehrter, die von 1931 bis 1957 in Algerien existierte.
In der Zeit der Präsidenten Houari Boumedienne und Chadli Bendjedid bekleidete er verschiedene Ministerämter. Unter anderem war er von 1984 bis 1988 Außenminister; außerdem fungierte er zeitweise als Bildungsminister.
Er ist einer der Senior Fellows des Königlichen Aal al-Bayt Instituts für islamisches Denken (Royal Aal Al-Bayt Institute for Islamic Thought).

## Werke
- Lettres de prison: 1957–1961. Éditions nationales algériennes, Alger 1966
- De la décolonisation à la révolution culturelle: 1962–1972. SNED, Alger 1973
- Ahmed Baghli (préf. Ahmed Taleb Ibrahimi): Un maître de la peinture algérienne: Nasreddine Dinet. SNED, Alger 1977
- Mémoires d’un Algérien. Tome 1: Rêves et épreuves (1932–1965). Casbah Éditions, Alger 2006, ISBN 9961-645-79-0
- Mémoires d’un Algérien. Tome 2: La passion de bâtir (1965–1978). Casbah Éditions, Alger 2008, ISBN 9961-647-34-3